# Shrek
Shrek je ameriški komični animirani film producentske hiše DreamWorks Animation v režiji Andrewa Adamsona in Vicky Jenson, ki je izšel leta 2001.
Zgodba temelji na pravljici Williama Steiga, ki je izšla kot slikanica leta 1990 in govori o samotarskem grdobcu (ogru) Shreku, katerega mir nekega dne grobo prekinejo druga pravljična bitja. Glasove glavnim likom so posodili Mike Myers, Eddie Murphy, Cameron Diaz in John Lithgow.
Ob izidu je film doživel velik kritični in finančni uspeh, kar je prineslo studiu DreamWorks vodilno vlogo v hollywoodski filmski animaciji, poleg Disneyjevega studia Pixar. Kritiki so izpostavili domiselno poigravanje s stereotipi iz pravljic, zanimivo tudi za odrasle, kljub temu pa ohranja srčnost in humor, ki pritegne tudi mlajše občinstvo. V prvem vikendu predvajanja v kinematografih je prinesel preko 42 milijonov dolarjev prihodkov, kar je bil takrat drugi največji zaslužek prvega vikenda med vsemi animiranimi filmi, in do konca predvajanja samo v ZDA 267,8 milijonov. Tisto leto je prejel tudi prvega oskarja v novoustanovljeni kategoriji animiranih celovečernih filmov. Junija 2008 ga je Ameriški filmski inštitut na podlagi ankete med filmskimi ustvarjalci uvrstil na 8. mesto lestvice najboljših animiranih filmov vseh časov, kot edini ne-Disneyjev film med prvo deseterico. Leta 2020 ga je ameriška Kongresna knjižnica uvrstila v Narodni filmski register zavoljo njegove »kulturne, zgodovinske ali estetske vrednosti«.
Kasneje so nastala še tri nadaljevanja: Shrek 2 (2004), Shrek Tretji (2007) in Shrek za vedno (2010) ter več televizijskih filmov.